# Internationale Filmfestspiele von Cannes 1972
Die 25. Internationalen Filmfestspiele von Cannes 1972 fanden vom 4. Mai bis zum 19. Mai 1972 statt.

## Wettbewerb
Im Wettbewerb des diesjährigen Festivals wurden folgende Filme gezeigt:
| Filmtitel                                | Regisseur         | Produktionsland                  | Darsteller (Auswahl)                               |
| Die Affaire                              | Philippe de Broca | Frankreich, Italien              | Jeanne Moreau                                      |
| Ani Ohev Otach Rosa                      | Moshé Mizrahi     | Israel                           |                                                    |
| Der Weg der Arbeiterklasse ins Paradies* | Elio Petri        | Italien                          | Gian Maria Volonté                                 |
| Die Besucher                             | Elia Kazan        | USA                              | James Woods                                        |
| Chinmoku                                 | Masahiro Shinoda  | Japan                            |                                                    |
| Der Fall Mattei*                         | Francesco Rosi    | Italien                          | Gian Maria Volonté                                 |
| A Fan’s Note                             | Eric Till         | Kanada                           | Jerry Orbach                                       |
| Jeremiah Johnson                         | Sydney Pollack    | USA                              | Robert Redford, Will Geer                          |
| Kerzenlicht                              | Serge Korber      | Italien, Frankreich              | Annie Girardot, Claude Jade, Jean Rochefort        |
| König, Dame, Bube                        | Jerzy Skolimowski | Deutschland, USA                 | Gina Lollobrigida, David Niven, John Moulder-Brown |
| Die Landvermesser                        | Michel Soutter    | Schweiz                          |                                                    |
| Malpertuis                               | Harry Kümel       | Frankreich, Belgien, Deutschland | Orson Welles, Susan Hampshire, Michel Bouquet      |
| Mimi, in seiner Ehre gekränkt            | Lina Wertmüller   | Italien                          | Giancarlo Giannini                                 |
| Eine Perle in der Krone                  | Kazimierz Kutz    | Polen                            |                                                    |
| Roter Psalm                              | Miklós Jancsó     | Ungarn                           |                                                    |
| The Ruling Class                         | Peter Medak       | Großbritannien                   | Peter O’Toole                                      |
| Schlachthof 5                            | George Roy Hill   | USA                              | Michael Sacks, Ron Leibman                         |
| Solaris                                  | Andrei Tarkowski  | Sowjetunion                      |                                                    |
| Spiegelbilder (Images)                   | Robert Altman     | Großbritannien, USA, Irland      | Susannah York                                      |
| Eine standesgemäße Ehe                   | Juraj Herz        | Tschechoslowakei                 |                                                    |
| To Find a Man                            | Buzz Kulik        | USA                              | Pamela Sue Martin                                  |
| Trotta                                   | Johannes Schaaf   | Deutschland                      | András Bálint, Rosemarie Fendel, Doris Kunstmann   |
| Das Unheil                               | Peter Fleischmann | Frankreich, Deutschland          |                                                    |
| La vraie nature de Bernadette            | Gilles Carle      | Kanada                           |                                                    |
| Wir werden nicht zusammen alt            | Maurice Pialat    | Frankreich, Italien              | Marlène Jobert, Jean Yanne                         |

* = Grand Prix

## Internationale Jury
In diesem Jahr war der Vorjahressieger Joseph Losey Jurypräsident. Es gab folgende weitere Jurymitglieder: Bibi Andersson, Georges Auric, Erskine Caldwell, Mark Donskoi, Miloš Forman, Giorgio Papi, Jean Rochereau, Alain Tanner und Naoki Togawa.

## Preisträger
- Grand Prix: Der Fall Mattei und Der Weg der Arbeiterklasse ins Paradies
- Großer Preis der Jury: Solaris
- Bester Schauspieler: Jean Yanne in Wir werden nicht zusammen alt
- Beste Schauspielerin: Susannah York in Spiegelbilder (Images)
- Bester Regisseur: Miklós Jancsó für Roter Psalm
- Sonderpreis der Jury: Schlachthof 5

## Weitere Preise
- FIPRESCI-Preis: Solaris